# Leucopogon piliferus
Leucopogon piliferus är en ljungväxtart som beskrevs av N. A. Wakefield. Leucopogon piliferus ingår i släktet Leucopogon och familjen ljungväxter. Inga underarter finns listade i Catalogue of Life.